# Grube Oberstaufenbach
Grube Oberstaufenbach este o arie protejată (arie specială de conservare — SAC, sit de importanță comunitară — SCI) din Germania întinsă pe o suprafață de 10 ha, integral pe uscat.

## Localizare
Centrul sitului Grube Oberstaufenbach este situat la coordonatele 49°31′07″N 7°31′00″E / 49.5186°N 7.5167°E.

## Înființare
Situl Grube Oberstaufenbach a fost declarat sit de importanță comunitară în mai 2004 pentru a proteja 1 specie de animale. Situl a fost protejat și ca arie specială de conservare în septembrie 2005.

## Biodiversitate
Situată în ecoregiunea continentală, aria protejată conține 3 habitate naturale: Grohotișuri medio-europene calcaroase, de la nivel colinar și montan, Păduri de fag Luzulo-Fagetum, Păduri de fag Asperulo-Fagetum.
La baza desemnării sitului se află o specie protejată de  amfibieni: izvoraș-cu-burta-galbenă (Bombina variegata).